# Divisió d'Ajmer

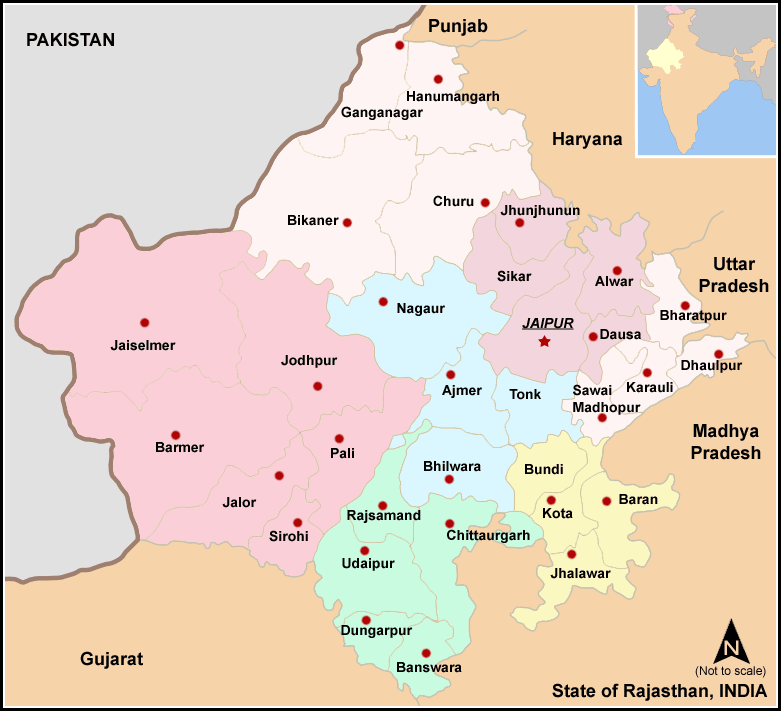
Mapa de les divisions del Rajasthan, la divisió d'Ajmer està en el color blau més clar

La divisió d'Ajmer és una entitat administrativa del Rajasthan, Índia, amb capital a la ciutat d'Ajmer.
Està formada per quatre districtes: 
- Districte d'Ajmer
- Districte de Bhilwara
- Districte de Nagaur
- Districte de Tonk

La superfície i població és la suma dels quatre districtes.